# Ď
Ď (gemenform: ď) är den latinska bokstaven D med en hake över. Ď är den sjunde bokstaven i det tjeckiska alfabetet och den åttonde i det slovakiska alfabetet. I båda språken uttalas den [ɟ] (tonande palatal klusil).
I tryckt text har ď en apostrof istället för en hake.